# Sagñay
Sagñay is een gemeente in de Filipijnse provincie Camarines Sur op het eiland Luzon. Bij de laatste census in 2007 had de gemeente ruim 29 duizend inwoners.

## Geografie

### Bestuurlijke indeling
Sagñay is onderverdeeld in de volgende 19 barangays:
| - Aniog - Atulayan - Bongalon - Buracan - Catalotoan - Del Carmen - Kilantaao - Kilomaon - Mabca - Minadongjol | - Nato - Patitinan - San Antonio - San Isidro - San Roque - Santo Niño - Sibaguan - Tinorongan - Turague |

## Demografie
Sagñay had bij de census van 2007 een inwoneraantal van 29.082 mensen. Dit zijn 2.463 mensen (9,3%) meer dan bij de vorige census van 2000. De gemiddelde jaarlijkse groei komt daarmee uit op 1,23%, hetgeen lager is dan het landelijk jaarlijks gemiddelde over deze periode (2,04%). Vergeleken met de census van 1995 is het aantal mensen met 2.552 (9,6%) toegenomen.

De bevolkingsdichtheid van Sagñay was ten tijde van de laatste census, met 29.082 inwoners op 154,76 km², 187,9 mensen per km².